# 美藝公
『美藝公』（びげいこう）は、筒井康隆による日本の小説。生粋の映画ファンでもある筒井が、日本の基幹産業が映画であり、政府の政策は映画に歩調を合わせる世界で、その頂点に立つスーパースタア「美藝公」を中心としたパラレルワールドを描き、物語の後半で「もし映画が日本が映画立国でなく経済立国だったら」の仮定を登場人物たちに語らせることで、現実世界のディストピア感を際立たせているSF小説。
小学館の雑誌『GORO』の1980年1月1日号（発売は前月）にて連載開始され、表紙では『「総天然色 大活動写真小説」筒井康隆 横尾忠則』の表記であった。イラストを横尾忠則が担当し（口絵を除き）架空の映画のポスターの体裁となっている。また筒井自身による作詞作曲の『活動写真』というチャールストンの譜面が掲載されている。

## あらすじ
映画産業が日本の政治・経済・社会・文化のあらゆる面に大きな影響力を持った世界。その頂点にいる「美藝公」という尊称を持つ大スターは、総理大臣よりも尊敬されている。現・美藝公である穂高小四郎の一挙手一投足を政府が注目しており、国民への影響力も大きい。
脚本家の里井は美藝公とそのブレーンたちと共に、美藝公主演の新作映画の題材について打ち合わせを始める。若手作家による小説『炭鉱』が選ばれ、エネルギー不足問題や石油不況なども含めた国を挙げての炭鉱産業のバックアップが始まる。前・美藝公の笠森や映画会社の垣根を超えた俳優陣のキャスティングもあり、脚本完成時に笠森の別荘で行われたパーティーは豪華なものになり、里井はわが身の幸福を感じた。
一方、里井の恋人である俳優の町香代子が主役級の作品の撮影が進むにつれ憔悴しているという噂を、里井は耳にする。周りの計らいにより試写会で久しぶりに町と会った里井は、映画スタアの恋人がいて脚本家としても成功している自分の境遇を思い、こんなに幸福でいいのだろうかという奇妙な考えに取りつかれる。
『炭鉱』の撮影は快調に進むが、途中落盤事故が発生し、新旧美藝公や主要俳優たち自らがけが人の救出活動をして、国民に大きな感動を与える。また、映画の内容や役柄に対する真摯な事前の研究により、俳優たちが専門家をも凌ぐほど炭鉱に関する知識を持っていたことも称賛された。
里井は小説の構想を練るが、再び奇妙な考えが頭に浮かび、このように幸福ではなく、並行する多元的な世界のうちのグロテスクな世界を想像し始める。
映画『炭鉱』は大ヒットし、炭鉱労務者を志願する若者が増え、以前の10倍近くの石炭の生産が見込まれることになり、石油不足の不安や不況が解決、新聞の6面以降に報道される。町が出演する映画の撮影が好調だというニュースが新聞の1面を飾る。
美藝公邸でのパーティーで里井は町と再会する。またもや憔悴している町を案じ、里井が原因を訪ねると、町も里井と同様に「幸せすぎる」という不安を漏らす。
美藝公主演映画の次回作について話し合うため、美藝公とブレーンたちを自宅に招いた里井は、もし敗戦後の日本が映画立国ではなく経済立国として繁栄していたら？という設定を投げかける。

## 登場人物
里井勝夫
脚本家。作品中の「おれ」。映画『炭鉱』の脚本を担当。労働者階級出身。
穂高小四郎
現・美藝公。映画『炭鉱』の主演俳優。労働者階級出身。
綱井秋星
映画監督。映画『炭鉱』の監督を担当。
岡島一鬼
美術監督。映画『炭鉱』の美術を担当。毒舌家。
山川俊三郎
若手作曲家。映画『炭鉱』の音楽を担当。
町香代子
俳優。里井と恋愛関係にある。
大木淳一郎
作家。小説『炭鉱』の作者。労働者階級出身。
笠森信太郎
前・美藝公。映画『炭鉱』で現・美藝公と共演。

## 製作背景
『GORO』1980年1月1日号から10月23日号まで掲載された、全19回の連載作品であった。
1979年に開催された六本木ピットインでのファンクラブイベントで、筒井により以下の予定が語られていた。
- 長編を『GORO』で連載すること
- 毎回横尾によるビアズレー調のイラストを載せる予定であること
- とっくに始まっているはずだったこと
- 横尾が多忙で延び延びになっていること

横尾による架空の映画のポスターイラスト、『活動写真』と題された筒井自身による作詞作曲のテーマ曲の譜面、小説のテーマとなった映画産業とスタアの存在など、この小説は文学以外の要素が多く作用している。『美藝公』執筆の少し前から、のちに『不良少年の映画史』として出版されるエッセイを書き始めていた筒井は、その資料にするべく『キネマ旬報』のバックナンバーを揃えていった。そのため後半はどんでん返しめいた現実否定はあるものの、前半部分は古き良き映画の世界を描き、連載の挿絵はと思った時に横尾が浮かび、依頼した。筒井自身は、前半部分は『蒲田行進曲』の世界だと語っている。
巻末には参考文献として、以下の著作が挙げられている
- デヴィッド・リースマン『孤独な群衆』加藤秀俊・訳（みすず書房）
- ジャン・ボードリヤール『消費社会の神話と構造』今村仁司・塚原史・訳（紀伊國屋書店）
- 岡本博・福田定良『現代タレントロジー』（法政大学出版部）
- デヴィッド・リースマン『何のための豊かさ』加藤秀俊・訳（みすず書房）

### 筒井康隆と音楽・映画・戯曲など
筒井自身と小説以外のエンターテイメントとのかかわりに関する『美藝公』発表までの略歴は、以下のようになっている。
- 1941年 - 7歳のころからエノケンらの映画に夢中になる。「エノケンになりたい」「喜劇役者になりたい」と思っていた。
- 1950年 - 高校ではマルクスブラザースの映画に熱中。家の蔵書や反物を売って映画代を捻出していた。演劇部に所属、のちに部長になる。
- 1953年 - 関西芸術アカデミーに入学後、同志社大学の美学・芸術学科を専攻。19歳のころ喜劇役者になりたいという望みが挫折。
- 1954年 - 劇団青猫座に所属。主役として舞台に立ったこともある。
- 1955年 - 日活ニューフェイスの2次選考まで進むが落ちる。
- 1965年 - アニメ『スーパージェッター』のシナリオ5話分を手掛ける。
- 1969年 - 銀座にて『幻想の未来』が点の会により上演される。
- 1972年 - NHKテレビで『時をかける少女』を原作とした『タイム・トラベラー』が放送される。
- 1973年 - 戯曲『スタア』刊行。
- 1974年 - 舛田利雄監督による映画『俺の血は他人の血』が公開される。
- 1976年 - 山下洋輔と『家』をレコード化。
- 1979年 - 戯曲集『12人の浮かれる男』刊行。同年NHKテレビで連続ドラマ『七瀬ふたたび』放送。朝日テレビ『部長刑事』「もうひとつの動機」の脚本を担当。
- 1980年 - 『美藝公』の連載開始。
- 1981年 - 1月『ジャズ大名』を発表したころにクラリネットの演奏に熱中し始める。同年2月『美藝公』刊行。

## 評価・エピソード
連載第1回のイラストには車が描かれており、ナンバープレートには「YT627」の表記がある。横尾忠則と筒井康隆のイニシャルは共にYとTであり、横尾の誕生日は6月27日である。
評論家の長山靖生は「美しい世界を描くことを通しての現実批判」とし、「理想的な社会を描く未来小説の形をとった政治小説」と述べている。
評論家の平岡正明は「膨大なこの時期の読書があり」「第三期筒井康隆は『美藝公』から始まる」としている。また大江健三郎『同時代ゲーム』、井上ひさし『吉里吉里人』、ガルシア・マルケス『百年の孤独』の諸作品を挙げ、「この時期の筒井の思考が集約されるとしている」。また、筒井の断筆宣言を受けて書かれた書籍『筒井康隆の逆襲』では『筒井康隆戦闘小史』を執筆し、「反差別の、鋭く逆説的な、底からわき上がるような戦いの文学」として『美藝公』を読め、と述べている。
書評家の大森望は「極私的 筒井康隆 長編ベスト5」の4位に『美藝公』を選んでいる。
筒井康隆のファンクラブ「日本筒井党」の会長だったことがある評論家の幸森軍也は、会費の余剰金で文庫版の『美藝公』に筒井のサインを入れてもらい、全会員に配布したことがある。
映画監督の内藤誠は文藝春秋版の刊行の半年後に「美藝公は浮世絵だ」という批評のポイントを挙げている。内藤は安藤広重の「二丁町芝居ノ図（東都名所二丁町芝居繁栄之図）」と『美藝公』の感じが似ているとし、横尾のイラストもアールヌーボー的な浮世絵と評している。また作品に対しては「映画に対する悪意がある」としている。
映画監督の大林宣彦は『美藝公』を「読んでいなかったはず」だったにもかかわらず、『時をかける少女』を映画化した際、原作に出てくるフレーズを少し変更したところ、平岡から『美藝公』からの引用だと思われてほめられた経験があり、「期せずして筒井の本質に触れてしまった」と語った。のち『美藝公』を読み、本気で映画化を考えたが、ハリウッド映画並みの予算が必要だと思い断念した。
直木賞作家の佐藤究は、「『美藝公』はジャズ小説ではないのに黄金期のスイング・ジャズが奏でるサウンドのような多幸感がある」と評し、それまで佐藤が読んでいた筒井作品とは違い、「毒々しくもなく爆笑もなかったが、幸せな気分が訪れた」と語り、それは他者に対する「思いやり」だとしている。
ミステリ・SF研究家の日下三蔵は
一種のパラレルワールドSFである。仮定に仮定をつみかさねて、次第に整合性のある異世界を描き出していく知的興奮と、古き良き映画の世界へのノスタルジックな描写とが渾然一体となってSFの醍醐味を満喫させてくれる。筒井康隆の全作品のなかでも、文句なしにベスト級の一冊。
と絶賛している。
関西学院大学文学部教授の木野光司は、「小説後半を描くことによりロマンティシズムは多少失われたが小説の創作意図は明確になった」とし、ほぼ同時期に書かれた『虚人たち』と同様に構想は「虚構と現実」であるとしている。また、筒井による社会的違和感が解消された社会の設定条件として
1. 従来のユートピア小説とは異なるもの
2. 過去でも未来でもないもの
3. 細部にわたり社会構造を構築する
4. 今までになかった社会であること

を挙げている。さらに、描かれている世界は二重の「書割」的であるとし、小説内の人物描写は役者のようであり、風景はセットのようであるとしている。筒井の考える「理想の社会」が作品に盛り込まれることで読者に深い感動をもたらしており、前半部分のユートピア的な描写と末尾で語られる陰惨な描写の対比により、筒井自身の映画界や演劇界への強い思い入れと現実社会への嫌悪が明らかになっているとし、物語性（narrativity）とは対極の実験小説である『虚人たち』と映像的でロマンティックに描かれた部分がある『美藝公』が時期的に並行して執筆されていることはとても興味深いとも述べている。
フランス文学者の三野博司は、ナラトロジーの側面から、
私小説あるいは自然主義小説から、はるかに遠い地点へ向けて走り抜けようとする筒井康隆は、様々な事件的手法によって、小説の虚構を成り立たせている「現実らしさ」を突き崩そうとする
と前置きし、『美藝公』では「虚構性が、現実に寄り添い現実に似ることによって意味を持つのではなく、それ自体の価値を主張する」と述べている。
評論家の浅羽通明は、『高い城の男』（フィリップ・K・ディック）と『モンゴルの残光』（豊田有恒）と同様に「歴史変革物のSFである」と評し、「理想の『昭和三十年代』を描き切ったユートピア小説である」と述べている。また、ラストシーンの描写は「その世界で各自の役割を全うした上でいろいろなことを諦めることで得る、分際にあった幸せを求める幸福を欲張らない生き方を描いている」としている。

### 筒井自身による言及
横尾忠則によるイラストは、小説内に登場する（一部言及がない作品もあり）映画のポスターを模した形になっており、架空の映画のタイトルやスタッフ、製作会社、封切り日、劇場名、コピーなどが記されている。そのため、大型本を見た外国人から「これらの映画はどこへ行けば見られるのか」と筒井は聞かれたという。
テーマ曲である『活動写真』は山下洋輔に作曲を手伝ってもらった、と語っている。
2014年に書かれたエッセイの中で筒井は、「本棚を見ると自分の作品の主人公たちと一緒にいるような気分になる」と語っており『時をかける少女』の芳山和子、『家族八景』『エディプスの恋人』『七瀬ふたたび』の火田七瀬、『パプリカ』の千葉敦子を3大ヒロインとしたうえで、『文学部唯野教授』の唯野仁、『旅のラゴス』のラゴスと共に『美藝公』の穂高小四郎も一緒にいるとつづっている。

## 出版データ
| 回数 | 日付（1980年） | 掲載ページ | 特記                         | イラストと映画タイトル                     | 映画のキャスト | 監督         | 備考                               |
| ---- | -------------- | ---------- | ---------------------------- | ------------------------------------------ | -------------- | ------------ | ---------------------------------- |
| 1    | 1月1日号       | 53-55      |                              | 表紙絵                                     |                |              |                                    |
| 2    | 1月10日号      | 57-59      | 57ページに『活動写真』の楽譜 | 『活動寫眞』                               | 穂高小四郎     | 綱井秋星     | 『炭鉱』の前に美藝公が主演した映画 |
| 3    | 1月24日号      | 143-145    |                              | 『女性の輝き』                             | 町香代子       | 島五郎       |                                    |
| 4    | 2月14日号      | 141-143    |                              | 『曲馬團の殺人』                           | 大川儀一郎     | 三宅省三     | 共演 - 町香代子                    |
| 5    | 2月28日号      | 147-149    |                              | 『阿修羅城』                               | 穂高小四郎     | 澤村章太郎   | 穂高が美藝公になる前に主演した映画 |
| 6    | 3月13日号      | 153-155    |                              | 『西遊記』                                 | 穂高小四郎     | 綱井秋星     | 共演 - 浅間仙太郎                  |
| -    | 3月27日号      | 休載       | -                            | -                                          | -              | -            | -                                  |
| 7    | 4月10日号      | 153-155    |                              | 『THE RUSH HOUR』                          | 島㐮二         | 高齋忠人     | 小説中の表記は『ラッシュ・アワー』 |
| 8    | 4月24日号      | 149-151    |                              | 『オペラの怪人』                           | 笠森信太郎     | 大瀬百助     | 笠森が美藝公時代に穂高と共演       |
| 9    | 5月8日号       | 147-149    |                              | 『料理人長』                               | 浅間仙太郎     | 高齋忠人     |                                    |
| 10   | 5月22日号      | 155-157    |                              | 『湖畔の對決』                             | 森野八郎       | フランク柴田 | 里井の出世作                       |
| 11   | 6月12日号      | 159-161    |                              | 『宇宙武侠艦』                             | 片岡路三郎     | 中山明峰     | 共演 - 町香代子 原作 - 星右京      |
| 12   | 6月26日号      | 157-159    |                              | 『炭鉱』                                   | 穂高小四郎     | 綱井秋星     | 穂高と笠森の新旧美藝公が共演       |
| -    | 7月10日号      | 休載       | -                            | -                                          | -              | -            | -                                  |
| 13   | 7月24日号      | 155-157    |                              | （『炭鉱』のイラストをコラージュしたもの） |                |              |                                    |
| 14   | 8月14日号      | 145-147    |                              | 『鴛鴦物語』                               | 町香代子       | 三浦贊太郎   |                                    |
| 15   | 8月28日号      | 143-145    |                              | 『パーティ』                               | 嵐洋々         | 嵐洋々       | 文中に同名映画の言及なし           |
| 16   | 9月11日号      | 151-154    | この号から4ページの掲載      |                                            |                |              |                                    |
| 17   | 9月25日号      | 161-164    |                              |                                            |                |              |                                    |
| 18   | 10月9日号      | 149-152    |                              |                                            |                |              |                                    |
| 19   | 10月23日号     | 111-114    |                              |                                            |                |              |                                    |

1981年2月、文藝春秋よりA4判ハードカバーとして刊行された。14枚の横尾のイラストを大きく見せるため、文庫本の4倍のサイズとなるA4判となった。版元の文芸春秋による広告では「吃驚する勿れ、活動大寫眞小説現はる!」という宣伝文句があり「總天然色ポスタアがなんと拾四枚も入った」と記されている。この広告デザインの原本は横尾により2010年に国立国際美術館に寄贈されている。
1995年にはミリオン出版から『新装復刻版 美藝公』がA5判で刊行され、この2つのバージョンでは著者名が筒井と横尾の連名となっている。表紙には「BY YASUTAKA TUTUI ＆ TADANORI YOKOO」の表記があり、奥付でも共著となっている。
その後、1985年刊行の新潮社『筒井康隆全集 第二十二巻 美藝公 腹立半分日記』に収録され、同年に文春文庫版が刊行されたが、これらには横尾のイラストは収められていない。
2017年の出版芸術社による『筒井康隆コレクション IV 美藝公』では、横尾の許諾を取りイラストが収められた。なお、文藝春秋版、ミリオン社版、文春文庫版のいずれも表紙には横尾のイラストが使われている。
| 日付       | タイトル等                                                 | イラスト | 出版社          |
| ---------- | ---------------------------------------------------------- | -------- | --------------- |
| 1980年1月  | 『GORO』で連載開始（全19回）                               | あり     | 小学館          |
| 1981年2月  | 『美藝公』 A4判ハードカバー（横尾忠則との共著）            | あり     | 文藝春秋        |
| 1985年1月  | 『筒井康隆全集 第二十二巻 美藝公 腹立半分日記』            | なし     | 新潮社          |
| 1985年5月  | 『美藝公』 文春文庫版                                      | なし     | 文藝春秋        |
| 1995年11月 | 『新装復刻版 美藝公』 A5判ハードカバー（横尾忠則との共著） | あり     | ミリオン出版    |
| 2003年6月  | 『美藝公』 文春ウェブ文庫版 （横尾忠則との共著）           | あり     | 底本:文春文庫版 |
| 2017年4月  | 『筒井康隆コレクション IV 美藝公』                         | あり     | 出版芸術社      |

## 楽曲
テーマ曲の『活動写真』（JASRAC作品コード 020-3611-8）は、1985年に新潮社より刊行された『筒井康隆全集』の購入者特典として、山下洋輔、村上秀一、および筒井自身らによる演奏でアルバム（LP）『筒井康隆 – The Inner Space Of Yasutaka Tsutsui』に収録され、のちにCDが発売された。山下のアルバム『寿限無〜山下洋輔の世界Vol. 2』にも収録されている。
1999年、茂木大輔＆弦楽アンサンブルのアルバム『パリのアメリカ人』にも収録されている。

## 上演
2007年、KUDAN Projectにより、小熊ヒデジと寺十吾による二人芝居『美藝公』が名古屋、東京で上演され、翌2008年にはインドネシアとマレーシアでも『BIGEIKOH』として上演された。このインドネシア公演は、日本文化事業のひとつとしてジャカルタ日本文化センターにより、インドネシア芸術学院バンドン校で公演が行われ、マレーシア公演では、国際交流基金クアラルンプール日本文化センターにより国立芸術文化遺産アカデミーで公演が行われた。